# Galmik
Galmik je lek koji deluje kao selektivni, ne-peptidni agonist galaninskih receptora. On je pokazao antiepileptičke, antidepresivne i analgetske efekte u životinjskim studijama, ali isto tako inhibira memorijske funkcije.

## Literatura
1. ↑  Ceide SC, Trembleau L, Haberhauer G, Somogyi L, Lu X, Bartfai T, Rebek J (2004). „Synthesis of galmic: a nonpeptide galanin receptor agonist”. Proceedings of the National Academy of Sciences of the United States of America. 101 (48): 16727—32. PMC 534730 . PMID 15557002. doi:10.1073/pnas.0407543101.
2. ↑  Bartfai T, Lu X, Badie-Mahdavi H, Barr AM, Mazarati A, Hua XY, Yaksh T, Haberhauer G, Ceide SC, Trembleau L, Somogyi L, Kröck L, Rebek J (2004). „Galmic, a nonpeptide galanin receptor agonist, affects behaviors in seizure, pain, and forced-swim tests”. Proceedings of the National Academy of Sciences of the United States of America. 101 (28): 10470—5. PMC 478593 . PMID 15240875. doi:10.1073/pnas.0403802101.
3. ↑  Badie-Mahdavi H, Behrens MM, Rebek J, Bartfai T (2005). „Effect of galnon on induction of long-term potentiation in dentate gyrus of C57BL/6 mice”. Neuropeptides. 39 (3): 249—51. PMID 15944018. doi:10.1016/j.npep.2004.12.010.

## Spoljašnje veze
|  | Molimo Vas, obratite pažnju na važno upozorenje u vezi sa temama iz oblasti medicine (zdravlja). |